# داريل بريت جيبسون
داريل بريت جيبسون (بالإنجليزية: Darrell Britt-Gibson)‏ مواليد 4 يونيو 1985 في ماريلند، الولايات المتحدة، هو ممثل أمريكي بدأ مسيرته الفنية سنة 2006.

## الأعمال

### أفلام
- كيانو (2016)
- امرأة القرن العشرين (2016) (بدور: جوليان)

### مسلسلات
- الجسر (2013)
- باور (2014)
- أنت الأسوأ (2014)

## روابط خارجية
- داريل بريت جيبسون على موقع IMDb (الإنجليزية)
- داريل بريت جيبسون على موقع ألو سيني (الفرنسية)
- داريل بريت جيبسون على موقع أول موفي (الإنجليزية)
- داريل بريت جيبسون على موقع قاعدة بيانات الفيلم (الإنجليزية)
- داريل بريت جيبسون على موقع كينوبويسك (الروسية)